# صموئيل بي. ريد

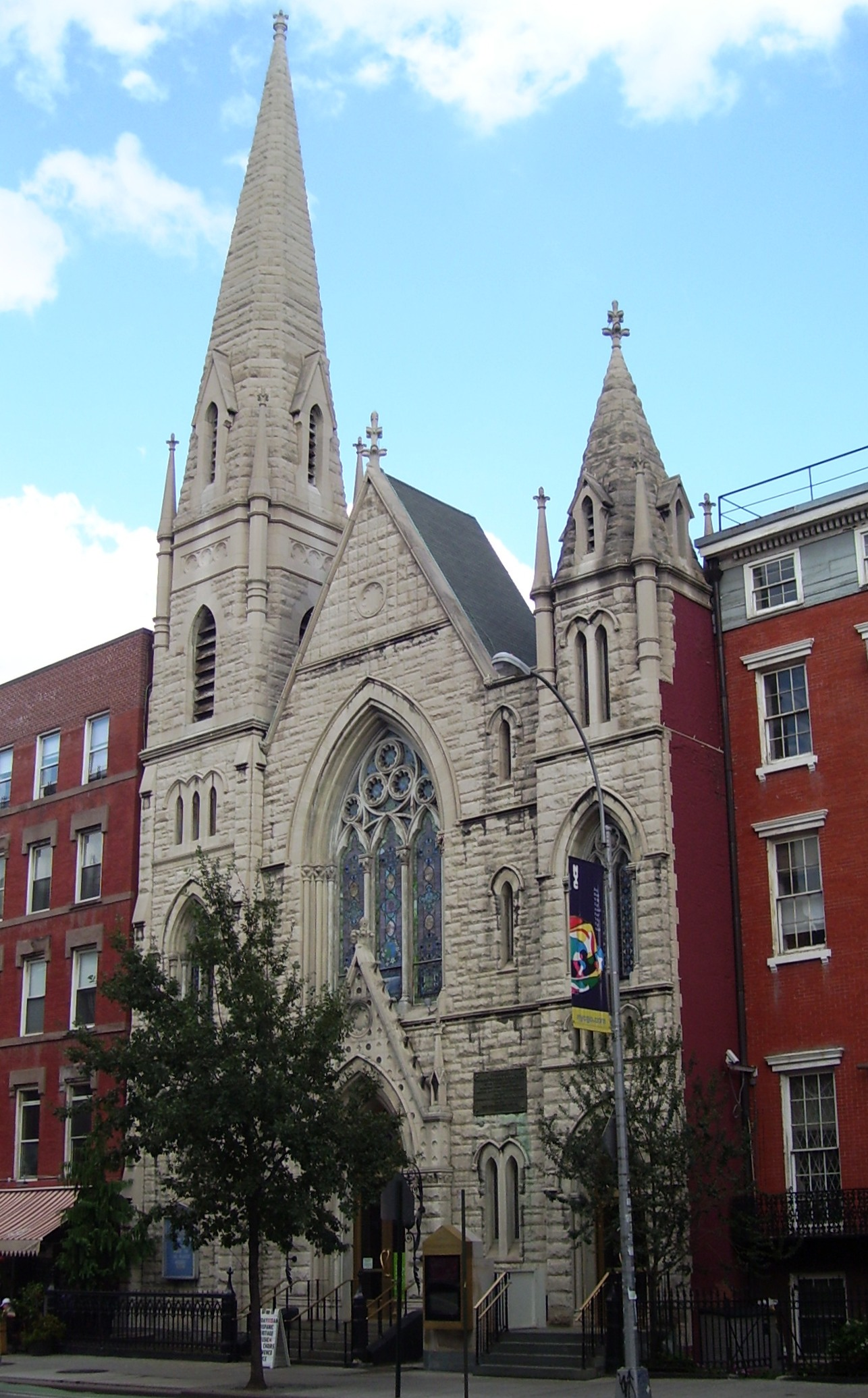
كنيسة ميدل كوليغييت في نيويورك، من تصميمه

صموئيل بي. ريد (بالإنجليزية: Samuel B. Reed)‏ هو مهندس معماري أمريكي، (ولد في ميريديان في الولايات المتحدة 1834  م).